# Parque Estadual do Podocarpus
O Parque Estadual do Podocarpus Lambertii é uma das Unidades de Conservação do Governo do Estado do Rio Grande do Sul, Brasil.
Situado no município de Encruzilhada do Sul, foi criado em 1975 pelo Decreto Estadual n° 23.798, definindo dois polígonos separados por 18 km, com uma área total de 3.645 ha. Objetiva especialmente proteger o pinheiro-bravo (Podocarpus lambertii), nativo do Brasil.